# Gare de Loos-lez-Lille
Gare de Loos-lez-Lille vasútállomás Franciaországban, Loos településen.

## Vasútvonalak
Az állomást az alábbi vasútvonalak érintik:
- Fives-Abbeville-vasútvonal

## Kapcsolódó állomások
A vasútállomáshoz az alábbi állomások vannak a legközelebb:
- Gare de Lille-CHR
- Gare d’Haubourdin